# Епихино (Московская область)
Епихино — деревня в Шатурском муниципальном районе Московской области. Входит в состав Дмитровского сельского поселения. Население — 8 чел. (2013).

## Расположение
Деревня Епихино расположена в южной части Шатурского района, расстояние до МКАД порядка 150 км. Высота над уровнем моря 127 м.

## Название
В письменных источниках деревня упоминается как Епихино или Епихинская.

## История
Впервые упоминается в писцовых книгах Владимирского уезда XVII века как деревня Епихинская Бабинской кромины волости Муромского Сельца Владимирского уезда. Деревня принадлежала стряпчему Казарину Федосеевичу Совину.
Последними владельцами деревни перед отменой крепостного права были помещики Воронов, Рейслер, Провоторов и Матвеев.
После отмены крепостного права деревня вошла в состав Коробовской волости.
В советское время деревня входила в Михайловский сельсовет.

## Население
| 1859 | 1868 | 1885 | 1905 | 1926 | 1970 |
| ---- | ---- | ---- | ---- | ---- | ---- |
| 88   | ↘78  | ↗177 | ↘128 | ↗257 | ↘108 |
| 1993 | 2002 | 2006 | 2010 | 2011 | 2013 |
| ↘25  | ↘24  | ↘18  | ↘14  | ↗16  | ↘8   |